# Alpecin-Fenix/2021
Deze pagina geeft een overzicht van de Alpecin-Fenix-wielerploeg in 2021.

## Algemene gegevens
Sponsors: Alpecin, Fenix
Algemeen manager: Philip Roodhooft
Teammanager: Christoph Roodhooft
Ploegleiders: Michel Cornelisse, Kristof De Kegel, Bart Leysen, Gianni Meersman, Frederik Willems
Fietsmerk: Canyon
Kleding: Kalas

## Renners
| Naam                       | Geboortedatum | Nationaliteit       | Ploeg 2020                 |
| Mannen                     | Mannen        | Mannen              | Mannen                     |
| -------------------------- | ------------- | ------------------- | -------------------------- |
| Edward Anderson            | 18-04-1998    | Verenigde Staten    | Hagens Berman Axeon        |
| Tobias Bayer               | 17-11-1999    | Oostenrijk          | Tirol-KTM                  |
| Dries De Bondt             | 04-07-1991    | België              |                            |
| Floris De Tier             | 20-01-1992    | België              |                            |
| Laurens De Vreese          | 29-09-1988    | België              | Astana Pro Team            |
| Silvan Dillier             | 03-08-1990    | Zwitserland         | AG2R La Mondiale           |
| Roy Jans                   | 15-09-1990    | België              |                            |
| Jimmy Janssens             | 30-05-1989    | België              |                            |
| Alexander Krieger          | 28-11-1991    | Duitsland           |                            |
| Senne Leysen               | 18-03-1996    | België              |                            |
| Marcel Meisen              | 08-01-1989    | Duitsland           |                            |
| Tim Merlier                | 30-10-1992    | België              |                            |
| Xandro Meurisse            | 31-01-1992    | België              | Circus-Wanty Gobert        |
| Sacha Modolo               | 19-06-1987    | Italië              |                            |
| Jasper Philipsen           | 02-03-1998    | België              | UAE Team Emirates          |
| Edward Planckaert          | 01-02-1995    | België              | Sport Vlaanderen-Baloise   |
| Alexander Richardson       | 30-04-1990    | Verenigd Koninkrijk |                            |
| Jonas Rickaert             | 07-02-1994    | België              |                            |
| Oscar Riesebeek            | 23-12-1992    | Nederland           |                            |
| Kristian Sbaragli          | 08-05-1990    | Italië              |                            |
| Diether Sweeck **          | 17-12-1993    | België              |                            |
| Lionel Taminiaux           | 21-05-1996    | België              | Bingoal-Wallonie Bruxelles |
| Scott Thwaites             | 12-02-1990    | Verenigd Koninkrijk |                            |
| Ben Tulett                 | 26-08-2001    | Verenigd Koninkrijk |                            |
| Petr Vakoč                 | 11-07-1992    | Tsjechië            |                            |
| David van der Poel         | 15-06-1992    | Nederland           |                            |
| Mathieu van der Poel       | 19-01-1995    | Nederland           |                            |
| Otto Vergaerde             | 15-07-1994    | België              |                            |
| Gianni Vermeersch          | 19-11-1992    | België              | Credishop-Fristads         |
| Julien Vermote*            | 26-07-1989    | België              | Cofidis                    |
| Louis Vervaeke             | 06-10-1993    | België              |                            |
| Jay Vine                   | 16-11-1995    | Australië           | Nero Continental           |
| Philipp Walsleben          | 19-11-1987    | Duitsland           |                            |
| Vrouwen                    |               |                     |                            |
| Ceylin del Carmen Alvarado | 06-08-1998    | Nederland           |                            |
| Ronja Eibl                 | 30-08-1999    | Duitsland           |                            |
| Puck Pieterse              | 13-05-2002    | Nederland           |                            |

* per 31 maart
** tot 11 april dan naar Alpecin-Fenix Development Team

### Vertrokken
| Naam                | Geboortedatum | Nationaliteit | Ploeg 2021                     |
| ------------------- | ------------- | ------------- | ------------------------------ |
| Antoine Benoist     | 06-08-1999    | Frankrijk     | Alpecin-Fenix Development Team |
| Ryan Cortjens       | 08-01-2001    | België        | Alpecin-Fenix Development Team |
| Petter Fagerhaug    | 29-09-1998    | Noorwegen     | Gestopt                        |
| Samuel Gaze         | 12-12-1995    | Nieuw-Zeeland | Alpecin-Fenix Development Team |
| Lasse Norman Hansen | 11-02-1992    | Denemarken    | Team Qhubeka-ASSOS             |
| Loris Rouiller      | 01-02-2000    | Zwitserland   | Alpecin-Fenix Development Team |
| Niels Vandeputte    | 19-09-2000    | België        | Alpecin-Fenix Development Team |

## Overwinningen
| Nationale kampioenschappen wielrennen Zwitserland - wegwedstrijd: Silvan Dillier Ronde van de Verenigde Arabische Emiraten 1e etappe: Mathieu van der Poel Le Samyn Tim Merlier Strade Bianche Mathieu van der Poel Grote Prijs Jean-Pierre Monseré Tim Merlier Tirreno-Adriatico 3e etappe: Mathieu van der Poel 5e etappe: Mathieu van der Poel Bredene Koksijde Classic Tim Merlier Scheldeprijs Jasper Philipsen Ronde van Turkije 6e etappe: Jasper Philipsen 7e etappe: Jasper Philipsen Puntenklassement: Jasper Philipsen | Ronde van Italië 2e etappe: Tim Merlier Ronde van Limburg Tim Merlier Boucles de la Mayenne 1e etappe: Philipp Walsleben Elfstedenronde Tim Merlier Ronde van Zwitserland 2e etappe: Mathieu van der Poel 3e etappe: Mathieu van der Poel Ronde van Frankrijk 2e etappe: Mathieu van der Poel 3e etappe: Tim Merlier Ronde van Wallonië Sprintklassement: Dries De Bondt Ronde van Burgos 1e etappe: Edward Planckaert Arctic Race of Norway 4e etappe: Philipp Walsleben | Ronde van Spanje 2e etappe: Jasper Philipsen 5e etappe: Jasper Philipsen Benelux Tour 1e etappe: Tim Merlier 4e etappe: Tim Merlier Antwerp Port Epic Mathieu van der Poel Ronde van Luxemburg 3e etappe: Sacha Modolo Kampioenschap van Vlaanderen Jasper Philipsen Eschborn-Frankfurt Jasper Philipsen GP Denain Jasper Philipsen Parijs-Chauny Jasper Philipsen Ronde van Veneto Xandro Meurisse |

Mannen: 2009 · 2010 · 2011 · 2012 · 2013 · 2014 · 2015 · 2016 · 2017 · 2018 · 2019 · 2020 · 2021 · 2022 · 2023 · 2024 · 2025
Vrouwen: 2020 · 2021 · 2022 · 2023 · 2024 · 2025
Alpecin-Fenix · Androni Giocattoli-Sidermec · B&B Hotels p/b KTM · Bardiani-CSF-Faizanè · Bingoal Pauwels Sauces WB · Burgos-BH · Caja Rural-Seguros RGA · DELKO · EOLO-Kometa · Equipo Kern Pharma · Euskaltel-Euskadi · Gazprom-RusVelo · Rally Cycling · Sport Vlaanderen-Baloise · Team Arkéa Samsic · Team Novo Nordisk · Team TotalEnergies · Uno-X Pro Cycling Team · Vini Zabù-KTM